# Fading Suns
Fading Suns ist ein Science-Fiction-Rollenspiel von Holistic Design. Der an Space Operas angelehnte Hintergrund fand ebenfalls Verwendung für ein Computerspiel (Emperor of the Fading Suns), ein Liverollenspiel (Passion Play), und ein Raumkampf-Miniaturenspiel (Noble Armada).

## Hintergrund
Fading Suns spielt vor dem Hintergrund eines futuristischen Reiches mit mittelalterlichen Elementen, das auf den Resten einer fortgeschritteneren Zivilisation erbaut wurde. Diese alte Zivilisation umfasste die ganze Galaxis und wurde durch rätselhafte "Tore" verbunden, die selbst die Relikte einer noch älteren, nicht unbedingt menschlichen Zivilisation sind. Die Atmosphäre erinnert stark an Frank Herberts Dune – Der Wüstenplanet und Dan Simmons’ Hyperion- / Endymion-Zyklus. Die Macht liegt in den Händen von Adelshäusern, Gilden und der Heiligen Kirche. Psionische Fähigkeiten existieren, aber Psioniker werden von der Kirche oft gejagt und getötet (oder bekehrt und in die Kirche eingegliedert – wo sie als 'Wunder des Glaubens' betrachtet werden). Die Kirche verfügt auch über wirksame Wunder und theurgische Riten. Obwohl die meisten Konflikte sich aus den strengen Regeln ergeben, denen das alltägliche Leben im Reich unterworfen ist, bieten sich doch viele Gelegenheiten zum Abenteuer: Nach dem Fall der alten Ordnung und den folgenden dunklen Jahrhunderten, sind viele Welten wieder in einen primitiven Zustand zurückgefallen und im Dunkel des Raums lauern viele außerirdische Gefahren.
Spieler übernehmen die Rolle von Adligen, Gildenangehörigen oder Geistlichen und es besteht auch die Möglichkeit, Aliens zu spielen. Eine umfassende Reihe von Hintergrundbänden beschreibt Orte (Planeten, Raumstationen, und ganze Sektoren im Weltraum), außerirdische Kulturen, kleinere Adelshäuser, Gilden, Sekten, Monster und geheime Verschwörungen und erweitern so die thematischen Möglichkeiten des Hintergrundes.

## Editionen und System
Fading Suns erschien zwischen 1996 und 1999 in der Ersten Edition. Diese umfasst die Publikationen First Edition Rulebook, Gamemasters Screen First Edition, Forbidden Lore: Technology, Byzantium Secundus, Players Compendium, Lords of the Known Worlds, The Dark between the Stars, Merchants of the Jumpweb, Weird Places, Priests of the Celestial Sun, Children of the Gods und Sinners & Saints. Die First Edition verwendet das sogenannte Victory Point System (VPS).
Mit der Second Edition, die ab 1999 erschien, wurde das Victory Point System leicht geändert. Beide Versionen des Systems sind allerdings miteinander kompatibel. Mit dem Boom des d20-System entschloss sich Holistic Design, parallel zum eigenen System auch Bücher mit dem d20-System herauszubringen. Es erschienen das Hauptregelwerk Fading Suns: d20 und das Spielerhandbuch d20 Character Codex. Nach Erscheinen der d20-Linie erschienen die Hintergrundbände als "dual stat", das heißt, im Regelteil werden sowohl die Regeln für das Victory Point System als auch für das d20 angegeben.
2016 übernahm Ulisses Spiele die Rechte an der Reihe von HDI und hat mit Bill Bridges eine neue Edition herausgebracht.

## Entwickler
Die Entwickler von Fading Suns sind Andrew Greenberg und Bill Bridges, bekannt durch die Entwicklung der Rollenspiele Vampire: The Masquerade und Werewolf: The Apocalypse für White Wolf. Bei RedBrick Limited war Alex Wichert federführend für die Entwicklung des Rollenspiels verantwortlich, bei Ulisses Spiele wieder Bill Bridges als Line Manager und Maik Schmidt als Art Director.

## Deutsche Veröffentlichungen & andere Sprachen
Der deutsche Mario Truant Verlag hatte die Lizenz für eine deutsche Ausgabe inne und brachte mit Full Moon Publishing einige Regelwerke der ersten Edition auf Deutsch heraus:
- 1998 Fading Suns – Die Sterbenden Sonnen
- 1998 Fading Suns Spielleiterschirm
- 1999 Verbotenes Wissen: Technologie

Nach Auslaufen der Lizenz gab es länger keine deutsche Ausgabe, obwohl RedBrick ankündigte, das Spiel zukünftig auch auf Deutsch herauszubringen, dies allerdings erst mit der dritten Edition. Fading Suns wurde ebenfalls in Polen, Frankreich und Italien übersetzt und herausgegeben.
Am 1. November 2016 hat Ulisses Spiele bekannt gegeben die Rechte an Fading Suns erworben zu haben und eine neue deutsche und englische Version herauszugeben. 2020 wurde auf Englisch die neue vierte Edition "Pax Alexius" und mit "New Frontiers" 2021 die erste Erweiterung über ein Crowdfunding finanziert. Auf Deutsch lief das Crowdfunding zu Pax Alexius 2021, die digitale 4. Edition ist ausgeliefert, die gedruckten Bücher sind für Ende Mai 2022 angekündigt.